# 39516 Lusigny
39516 Lusigny è un asteroide della fascia principale. Scoperto nel 1987, presenta un'orbita caratterizzata da un semiasse maggiore pari a 2,5393638 UA e da un'eccentricità di 0,2307551, inclinata di 10,68217° rispetto all'eclittica.